# Суперполицейский 2
«Суперполицейский 2» (кит. трад. 超級計劃) — гонконский фильм-экшн о полицейских 1993 года режиссёра Стэнли Тонга с участием актрисы Мишель Йео в главной роли. Данный фильм является продолжением фильма «Полицейская история 3: Суперполицейский» 1992 года.

## Сюжет
После того как Джессику Янг и Дэвида Ченга, офицеров управления полиции, представляют к награде, Ченг решает уйти в отставку и уезжает в Гонконг, где открывает собственный бизнес. В дальнейшем Янг становится известно, что в этом городе у одной из крупных финансовых корпораций неизвестными были похищены секретные коды, обеспечивающие доступ к активам компании. Отправившись в Гонконг на поиски преступников, Янг ещё не знает, кто стоит во главе злодеев…

## В ролях
- Мишель Йео — инспектор Джессика Ён Киньва
- Юй Жунгуан — Дэвид Чхин Фун
- Эмиль Чау[кит.] — инспектор Мартин Лэй Куонмин
- Афена Чу — Мэй
- Фань Сиувон[кит.] — Куок Сиулун
- Джеки Чан — инспектор Кевин Чань Какхёй
- Билл Тун[кит.] — дядя Билл
- Эрик Цан — главарь грабителей магазина (камео)
- Дик Вэй — А Чхюнь
- Боуи Лам[кит.] — Джордж Хо Кёй
- Алан Гернье — Роджер Дэвидсон
- Джо Чён[кит.] — управляющий ювелирного магазина
- Мэгги Чань[кит.] — банковский менеджер
- Юкари Осима — Красный Террорист
- Марс — посетитель ювелирного магазина

Джеки Чан сыграл камео в роли, инспектора Кевина Чань Какхёйя

## Критика и восприятие
Информационный ресурс TV Guide поставил фильму оценку 3 балла из 4. Рецензенты отметили, что, хотя Мишель Йео хорошо зарекомендовала себя как актриса в предыдущем фильме, «Суперполицейский 2» «не столь масштабен по объёму», как предшественник, с менее выраженной action-составляющей и содержит меньше запоминающихся моментов. Часть критики относилась к сюжету, который «порождает чувство недоверия» и «иногда сложен для понимания». Картина в целом была охарактеризована как «мрачная», хотя указывалось, что некоторые сцены (в частности, в ювелирном магазине, где появился инспектор Чен) содержат комедийный подтекст. При этом авторам понравилась работа актёров, в особенности Мишель Йео и Юй Рон Гуана.